# モンテジルヴァーノ
モンテジルヴァーノ（イタリア語: Montesilvano）は、イタリア共和国アブルッツォ州ペスカーラ県にある、人口約54,000人の基礎自治体（コムーネ）。
2027年1月1日に隣接するペスカーラ、スポルトーレとの合併を予定している（ペスカーラ#合併計画）。

## 地理

### 位置・広がり

#### 隣接コムーネ
隣接するコムーネは以下の通り。
- カッペッレ・スル・ターヴォ
- チッタ・サンタンジェロ
- ペスカーラ
- スポルトーレ

## 行政

### 分離集落
モンテジルヴァーノには、以下の分離集落（フラツィオーネ）がある。
- Case di Pietro, Colonnetta, Fossonono, Mazzocco, Montesilvano Colle, Montesilvano Marina (o Montesilvano Spiaggia), Santa Venere, Trave, Villa Canonico, Villa Carmine, Villa Verlengia, Villa Verrocchio